# Poder federativo
El poder federativo es el tercer poder del que habla John Locke en su obra Dos Tratados sobre el Gobierno Civil, junto al legislativo y el ejecutivo. Este poder se encarga de las relaciones de la comunidad con el exterior.
Este poder de las relaciones internacionales no se manifiesta en la actualidad como un Poder independiente, ya que es previsto como una facultad orgánica del Poder Ejecutivo, que se ostenta por los representantes del país que se trate en forma de Ministerio de Asuntos Exteriores o fórmula similar.